# Glavna beskidska staza
Glavna beskidska staza Kazimierza Sosnowskog (polj. Główny Szlak Beskidzki imienia Kazimierza Sosnowskiego, "GSB") je pješački planinarski put markiran crvenom bojom prolazeći iz Ustrońa u Šleskom Beskidu u Wołosate u Bieszczadima.
Najdulja staza u poljskim planinama, ima oko 496 km duljine, prolazi kroz Šleski Beskid, Żywiecki Beskid, Gorce, Sądecki Beskid, Niski Beskid te Bieszczady. Prolazeći kroz najviše dijelove poljskih Beskida omogućuje dolazak na: Stożek Wielki (češ. Velký Stožek), Baraniu Góru, Babju goru, Policu, Turbacz, Lubań, Przechybu, Radziejowu, Jaworzynu Krynicku, Rotundu, Cergowu, Chreszczatu, Smerek i Halicz tek u naselja kao što su: Ustroń, Węgierska Górka, Jordanów, Rabka-Zdrój, Krościenko nad Dunajcem, Rytro, Krynica-Zdrój, Iwonicz-Zdrój, Rymanów-Zdrój, Komańcza, Cisna, Ustrzyki Górne i sl.
Glavna beskidska staza bila je trasirana u međuratnom razdoblju. Trasu zapadnog dijela (Ustroń-Krynica) projektirao je Kazimierz Sosnowski i završena je 1929. godine. Istočni dio, u skladu s projektom Mieczysława Orłowicza, bio je završen 1935. i vodio je sve do Čornogore koja se nalazila u to vrijeme unutar granica Poljske. Između 1935. i 1939. nazvana je bila po Józefu Piłsudskom.

## Rekordi
Trenutno najkraće vrijeme savladanja cijele staze pripada Macieju Więcku (inov-8 team PL) i iznosi 114 sata i 50 minuta. Ovaj podvig je uspio napraviti u danima 20. – 24. lipnja 2013. godine. Ranije skoro 7 godina ovaj rekord pripadao je Piotru Kłosowiczu za kojega u rujnu 2006 savladanje cijele staze trajalo je 168 sata. Oboje trkači savladavali su GSB iz istoka ka zapadu ali Piotr Kłosowicz je napravio ovo bez podržavajuće ekipe, dok Maciej Więcek s podrškom.

## Galerija
- Vrh Babje gore (1725 m, najviša točka staze)
- Turbacz i Hala Długa ("duga livada")
- Zgrada PTTK-a (Poljskoga turističkoga društva) na Turbaczu (Gorce)
- Pogled na Kiczoru s lanca Lubańa
- Lanac Lubańa gledan s Pienina
- Vrh Radziejowe

## Vanjske poveznice
- Točna trasa staze
- Izvještaj s GSB-a (kolovoz 2011)  Arhivirana inačica izvorne stranice od 27. prosinca 2014. (Wayback Machine)
- Stranica o GSB-u  Arhivirana inačica izvorne stranice od 7. rujna 2019. (Wayback Machine)
- Točni opis trase staze
- Sve o Glavnoj beskidskoj stazi
- Opsežna galerija slika sa staze